# Eudicrana affinis
Eudicrana affinis är en tvåvingeart som beskrevs av Toyohi Okada 1938. Eudicrana affinis ingår i släktet Eudicrana och familjen svampmyggor. Inga underarter finns listade i Catalogue of Life.